# Opisthoxia halala
Opisthoxia halala là một loài bướm đêm trong họ Geometridae.